# Lizarba
Lizarba separata es una especie de araña araneomorfa de la familia Hahniidae. Es la única especie del género monotípico Lizarba.

## Distribución
Es nativa de Brasil, en el Estado de Río de Janeiro.